# Poppy Pomfrey
Poppy Pomfrey je lik iz Harryja Pottera engleske spisateljice J.K.Rowling. Ona je bolničarka u bolnici Sv.Munga.
U svome prvom pojavljivanju, Harry Potter i Kamen mudraca nema važniju ulogu dok u Harry Potteru i Odaji tajni liječi Harryja kada mu ruka postane gumena i Malfoya.